# Je suis swing
Pour les articles homonymes, voir Swing.
Clip vidéo
[vidéo] « Johnny Hess - Je suis swing », sur YouTube
[vidéo] « Georges Brassens - Je suis swing », sur YouTube
Je suis swing est une chanson française « french jazz-zazou-parisienne » enregistrée en single en 1938 par Johnny Hess chez Pathé Records,,, succès à l'origine du swing-jazz zazou parisien de la Seconde Guerre mondiale.  

## Historique
André Hornez et Johnny Hess (partenaire du début de carrière de Charles Trenet) composent et écrivent cette chanson « french jazz-zazou-parisienne » inspirée de l'important succès du tube humoristique américain de l'époque Zaz Zuh Zaz, de Cab Calloway de 1933 « Maintenant pour être dans la note, il faut du swing, le swing n’est pas une mélodie, le swing n’est pas une maladie, mais aussitôt qu’il vous a plu, il vous prend et n’vous lâche plus... Ohohohoho, je suis swing, je suis swing, zazou zazou zazouzazoudé yeah ! je suis swing, oh je suis swing, c’est fou c’est fou c’que ça peut m’griser... »,.
Johnny Hess l'enregistre avec succès en 1938, à l'époque du grand succès du swing de l'ère du jazz et des big band américains de la Seconde Guerre mondiale. Ce tube est à l'origine du succès du jazz français et zazou parisien sous l'occupation de la France par l'Allemagne pendant la Seconde Guerre mondiale,,, représenté en particulier par Johnny Hess, Charles Trenet (surnommé « le fou chantant »), Andrex, Django Reinhardt (et son jazz manouche)..., ou encore plus tard repris en partie par Boris Vian...

## Reprises et adaptations
Ce tube des années 1940 est repris par de nombreux interprètes, dont Georges Brassens (à ses débuts dans les années 1940),, Les Pommes de ma douche (2006), Sophie Forte (2013), Avalon Jazz Band (2016), Le Grand Orchestre du Splendid (2017)...